# Robert Kolasa
Robert Dominik Kolasa (ur. 11 października 1972 w Bytomiu) – polski piłkarz, grający na pozycji obrońcy.
Kolasa jest wychowankiem Polonii Bytom. W roku 1991 przeniósł się do Ruchu Radzionków, w którym występował jeden sezon. Następnie przez dwa lata grał w Piotrcovii Piotrków Trybunalski, z której przeniósł się na kilka lat do Górnika Konin (później występującego pod nazwą Aluminium). W roku 1998 przeszedł do Górnika Zabrze, gdzie przez pięć sezonów był podstawowym zawodnikiem – w pierwszej lidze w barwach Górnika rozegrał 121 spotkań, w których strzelił 4 bramki. Jesienią 2003 roku podpisał z Cracovią, ale wkrótce potem odniósł groźną kontuzję, a w jego miejsce klub sprowadził doświadczonego Kazimierza Węgrzyna, przez co Kolasa był jedynie rezerwowym. We wrześniu 2004 roku Kolasa przeniósł się do Jagiellonii Białystok. W styczniu 2007 roku klub ten rozwiązał z nim kontrakt. W lutym tego samego roku Kolasa trafił do czwartoligowego klubu Przyszłość Rogów, który opuścił latem tego samego roku. W sezonie 2010/2011 był zawodnikiem ŁKS Łagiewniki, który występował na poziomie klasy A. Był również trenerem tego zespołu.